# Euphorbia grandidieri
Euphorbia grandidieri là một loài thực vật thuộc họ Euphorbiaceae. Đây là loài đặc hữu của Madagascar. Môi trường sống tự nhiên của chúng là vùng bờ biển nhiều cát. Chúng hiện đang bị đe dọa vì mất môi trường sống.